# Eugenia subavenia
Eugenia subavenia är en myrtenväxtart som beskrevs av Otto Karl Berg. Eugenia subavenia ingår i släktet Eugenia och familjen myrtenväxter. Inga underarter finns listade i Catalogue of Life.